# Savio Hon Tai-Fai
Savio Hon Tai-Fai, S.D.B. (chinês 韓大輝 / 韩大辉, pinyin Han Dàhuī, cantonês Hon Daaifai; nascido em 21 de outubro de 1950 em Hong Kong) é um clérigo chinês, arcebispo católico romano e diplomata da Santa Sé.

## Biografia
Sávio Hon Tai-Fai fez a primeira profissão na Ordem Salesiana de Dom Bosco em 15 de agosto de 1969 e a profissão perpétua em 15 de agosto de 1975. Em 17 de julho de 1982, recebeu o sacramento da ordenação para a Diocese de Hong Kong, pelo bispo John Baptist Wu Cheng-chung.
É bacharel em Filosofia pela Universidade de Londres e doutor em Teologia pela Pontifícia Universidade Salesiana de Roma. Foi Secretário da Inspetoria Salesiana da China, Reitor da Casa Inspetorial, Delegado da Inspetoria Religiosa Chinesa para a Comunicação Social, Moderador e Presidente de alguns Capítulos da Inspetoria Salesiana Chinesa, Vice-Provincial e, finalmente, Inspetor da Inspetoria Salesiana da China. Além disso, Savio Hon Tai-Fai foi delegado em alguns capítulos gerais dos Salesianos de Dom Bosco. Em 2002, Hon Tai-Fai foi moderador do Capítulo Geral dos Salesianos de Dom Bosco.
Foi professor de dogmática e teologia fundamental no seminário da Diocese de Hong Kong. Ele também ocupou várias cátedras convidadas em vários seminários na China. Foi o responsável pela tradução do Catecismo da Igreja Católica para o chinês.
Era membro da Pontifícia Academia de Teologia desde 1999 e membro da Comissão Teológica Internacional desde 2004 (renomeado em 2009).

### Episcopado
Em 23 de dezembro de 2010, o Papa Bento XVI o nomeou Arcebispo titular de Sila e nomeou-o Secretário da Congregação para a Evangelização dos Povos. Hon conhecia o papa há muitos anos, já que Bento era presidente da Comissão Teológica Internacional durante a maior parte do mandato de Hon na comissão. Tornou-se o primeiro chinês a ocupar um alto cargo na Cúria Romana.
Bento XVI deu-lhe a consagração episcopal em 5 de fevereiro de 2011 na Basílica de São Pedro; os principais co-consagradores foram o Cardeal Angelo Sodano e o Cardeal Secretário de Estado Tarcisio Bertone. Durante a cerimônia, sua sobrinha, Adeline Khu, leu a primeira leitura da missa em chinês, considerada a primeira vez que o idioma foi usado em uma leitura das escrituras em um grande evento litúrgico na Basílica de São Pedro.
Em março de 2011, Hon afirmou que a ordenação planejada de padres pela Associação Católica Patriótica Chinesa significava "divisão... causa grande dor a todo o corpo... [o] corpo inteiro fica marcado e sangrando", pois nenhum bispo pode ser validamente nomeado sem um mandato papal. Acrescentou que aqueles que resistiram à vontade do partido, como Monsenhor Li Lianghui (Cangzhou, Hebei), estão agora isolados, forçados a participar de aulas de reeducação política. Disse que padres e bispos chineses devem mostrar "alguma coragem" e resistir à pressão do governo por amor à unidade da Igreja e à memória das muitas testemunhas heroicas da fé das últimas décadas. Hon tentou, sem sucesso, obter a libertação da prisão de dois bispos presos, Su Zhi-Min, de Baoding, e Cosma Shi Enxiang, de Yixian.
Em julho de 2011, o Arcebispo Hon, ao discursar perante centenas de delegados durante a 17ª Assembleia Plenária da Associação de Membros das Conferências Episcopais da África Oriental (AMECEA), em Nairóbi, enfatizou o papel cada vez maior dos fiéis leigos na evangelização. Ele afirmou: "Considerando que entre 70% e 80% dos colaboradores da nossa igreja são mulheres, a AMECEA deve se esforçar para ampliar o espaço para elas nos processos de tomada de decisão". Ele alertou contra a cultura da morte, especialmente o aborto, e outros "venenos ideológicos vindos do exterior", que estão levando à erosão de certos valores africanos cujo senso de família a igreja apoia. "A AMECEA, como comunidade de cristãos, tem sido útil na promoção da família para além dos limites dos laços consanguíneos e da fidelidade tribal", disse ele, referindo-se aos muitos conflitos interétnicos que assolam a região.
Em 7 de março de 2012, foi nomeado membro do Pontifício Comitê para os Congressos Eucarísticos Internacionais e em 12 de junho, membro do Pontifício Conselho para a Promoção da Unidade dos Cristãos.
Em 21 de setembro de 2013, o Papa Francisco o confirmou como Secretário da Congregação para a Evangelização dos Povos.
O Arcebispo Tai-Fai atuou em nome do Papa de 6 de junho a 31 de outubro de 2016 como Administrador Apostólico sede plena da Arquidiocese de Agaña. A nomeação se deu enquanto uma investigação está em andamento sobre alegações de que seu arcebispo, Anthony Sablan Apuron, agrediu e abusou sexualmente de meninos. Dom Savio permaneceu até Michael J. Byrnes ser nomeado Arcebispo Coadjutor da arquidiocese.
Em 28 de setembro de 2017, o Papa Francisco o nomeou Núncio Apostólico na Grécia, onde permaneceu até 24 de outubro de 2022, quando o papa o nomeou Núncio Apostólico na Malta. Em 18 de maio de 2023, ele também foi nomeado núncio na Líbia.